# Erriquez
Erriquez, pseudonimo di Enrico Greppi (Firenze, 1º settembre 1960 – Fiesole, 14 febbraio 2021), è stato un cantautore, chitarrista e produttore discografico italiano, leader del gruppo folk fiorentino Bandabardò.

## Biografia

### L'infanzia in giro per l'Europa e la formazione musicale
Nasce in Toscana, ma ben presto si trasferisce a seguito della famiglia dapprima a Bruxelles, dove frequenta la scuola europea, ed in seguito in Lussemburgo, nazione multietnica in cui ha modo, secondo sua stessa ammissione, di assorbire ed integrare varie culture ed imparare più lingue.
Nell'ambiente familiare la tradizione musicale è forte, in particolare dal ramo materno che vanta generazioni di musicisti professionisti, ma anche il padre ed altri parenti si dilettano amatorialmente con diversi strumenti. Lo stesso Erriquez viene avviato fin da giovanissimo allo studio della musica con 4 anni di conservatorio e 6 di violino, strumento per cui si dimostra portato pur sognando ben altri generi musicali. Siamo infatti negli anni settanta, il periodo di maggiore splendore per la musica rock, e tra i gruppi più amati dal giovane Erriquez ci sono Who, Pink Floyd, e Jethro Tull.
Il giovane Erriquez abbandona quindi presto il violino per dedicarsi al basso, e forma il suo primo gruppo con il fratello alla batteria ed il migliore amico alla chitarra, i GGR, un acronimo che indicava le iniziali dei cognomi dei componenti. Il gruppo ha breve vita, ma ottiene l'effetto di persuadere Erriquez ad abbandonare il basso per dedicarsi da autodidatta alla chitarra, strumento che vive anche di vita propria e con cui può emulare non solo i grandi del rock, ma anche gli altrettanto amati cantautori italiani, come Fabrizio De André e Lucio Battisti.

### Il ritorno in Italia e il primo successo

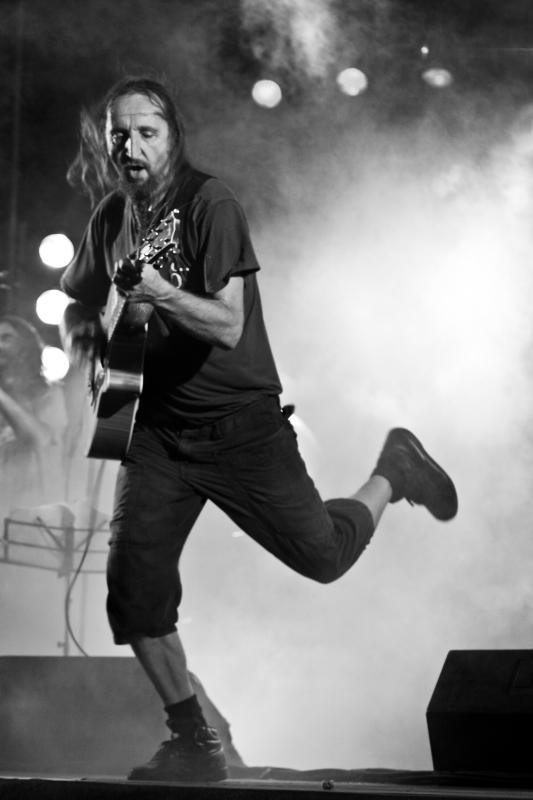
Erriquez in concerto con la Bandabardò al Sonica Festival 2009 di Sant'Agata Bolognese

A 19 anni, dopo l'esame di maturità, Erriquez decide assieme ad alcuni amici di fare ritorno in Italia, e tenta la carriera universitaria a Firenze, prima in Economia e commercio e poi in Scienze politiche. La sua giornata in questo periodo si divide tra il mestiere di grafico pubblicitario, l'impartire lezioni private di francese, le prove con un nuovo gruppo musicale, i Vidia, per i quali assume il ruolo di cantante e di chitarrista, e il dedicarsi a scrivere testi in italiano, in un periodo come il 1985, in cui il rock è quasi totalmente in lingua inglese.
I Vidia, sotto la guida di Erriquez, sviluppano pian piano un loro repertorio e vengono notati da Gianni Maroccolo, all'epoca nei Litfiba, che decide di produrli. Il primo disco, a detta dello stesso Erriquez, non è granché ma riesce a vendere 5 000 copie regalando al gruppo la prospettiva di un secondo disco seppure con la sollecitazione, da parte della casa discografica, ad aprirsi ad un genere più commerciale. Sotto questa pressione la band presto si divide con Erriquez, supportato dallo stesso Maroccolo, da un lato, ed il resto della band dall'altro.

### Verso la fondazione della Bandabardò
Rimasto solo, Erriquez accetta l'offerta di Maroccolo di partecipare al tour di Andrea Chimenti, fresco di debutto solista e tra i primi esempi italiani di world music. È durante questo tour che conosce Alessandro Finazzo, detto Finaz, chitarrista elettrico dalla tecnica sopraffina di cui nota subito il potenziale pur contestandogli la scelta dell'elettrico che, a suo parere, ne sminuisce le capacità.
Una volta finito il tour, Erriquez propone a Finaz una collaborazione a patto che questi si converta all'acustico. Proprio in quel periodo giungono in tour a Firenze i les vrp, un gruppo francese che basa la propria musica sulle ritmiche delle chitarre acustiche. Finaz ne rimane influenzato e di lì a poco suonerà in modo simile per la nascente Bandabardò. Con loro inizia una carriera costellata da grandi successi.

### La morte
Muore prematuramente la mattina del 14 febbraio 2021 a 60 anni nella sua abitazione di Fiesole, dopo una lunga malattia.

## Discografia

### Con i Vidia
- 1991 - Solo un folle può sfidare le sue orme

### Con la Bandabardò
Studio
- 1996 - Il circo mangione
- 1998 - Iniziali bì-bì
- 2000 - Mojito Football Club
- 2002 - Bondo! Bondo!
- 2004 - Tre passi avanti
- 2008 - Ottavio
- 2010 - Allegro ma non troppo
- 2010 - Sette x uno
- 2011 - Scaccianuvole
- 2014 - L'improbabile

Dal vivo
- 1999 - Barbaro tour
- 2001 - Se mi rilasso... collasso

Raccolte
- 2006 - Fuori orario

Colonne sonore
- 2016 - L’Universale

### Collaborazioni
- 2004 - Compagni di strada dei La Tresca: voce in Buscar levante por el ponente
- 2005 - Appunti partigiani dei Modena City Ramblers: voce in I ribelli delle montagne
- 2005 - Per non parlare della Strega dei Martinicca Boison: voce e cori in Pensieri di un Pattinatore notturno e La Ballerina di Nolde
- 2006 - 25-60-38 - breve saggio della canzone italiana dei Folkabbestia: voce in Tre briganti
- 2006 - Il grande niente della Casa del Vento: voce in La meglio gioventù
- 2007 - SuoNoGlobal di Roy Paci & Aretuska: voce in È meglio la vecchiaia
- 2008 - Sovrapensieri dei Martinicca Boison: produzione artistica dell'album, cori e tastiere addizionali
- 2009 - Male Bene degli Almamediterranea: voce in La caffettiera di Cocò
- 2010 - Sans Papiers (Versione francese) con Amoul Solo : Voce
- 2012 - Il bagno nella canapa EP de I Matti delle Giuncaie: voce in Il bagno nella canapa
- 2015 - Macchina del Tempo de L'Orage: voce in L'Orage di Georges Brassens, percussioni
- 2016 - Siamo noi quelli che aspettavamo di Marco Cantini: voce in Cinque ragazzi
- 2016 - Una vita (quasi) normale di Fabrizio Pocci e Il Laboratorio: voce ne Le stagioni di una vita
- 2018 - Terre di mezzo EP dei Radio Lausberg: voce in Paraculo Caterì
- 2019 - Il frikkettone 2.0 dei Folkabbestia insieme a Finaz della Bandabardò e Dudu e Fry dei Modena City Ramblers
- 2020 - Jolie Fille di Panky Alma: autore del testo

## Riconoscimenti
- Premio Mei (2013)[3]
- Premio Ciampi (1996)[4]
- Premio De André (2018)[5]